# Ambra Pochero
Ambra Pochero (10 dicembre 1996) è una calciatrice italiana, difensore, dall'estate 2017 svincolata.

## Carriera

### Club
Ambra Pochero cresce calcisticamente nelle giovanili del Graphistudio Tavagnacco giocando prima nel Campionato Juniores e poi nel Campionato Primavera nazionale.
A 15 anni, dal campionato 2011-2012, entra nella rosa della prima squadra tuttavia non viene utilizzata in campo che il campionato successivo, facendo il suo esordio il 19 maggio 2013 nell'unica partita della sua stagione, nel match disputato a San Donato Milanese vinto fuori casa per 1 a 4 contro il Milan.

### Nazionale
Nell'estate 2012 è tra le 25 atlete convocate dal Coordinatore delle Nazionali Giovanili femminili Corrado Corradini nel raduno di Norcia che permetterà allo staff tecnico guidato dall'allenatore Enrico Sbardella di scegliere la formazione che affronterà le qualificazioni al Campionato europeo 2013 di categoria, dove le Azzurrine, inserite nel Gruppo 2, dovranno cimentarsi con le nazionali pari età di Inghilterra, Irlanda del Nord ed Israele. In maglia azzurra fa il suo esordio a Belfast il 10 settembre 2012, nella partita vinta dall'Italia per 5 a 0 su Israele con doppietta di Francesca Pittaccio, di Manuela Giugliano ed autogol dell'israeliana Shahar Nakav.

## Palmarès

### Club
- Coppa Italia: 2

Tavagnacco: 2012-2013, 2013-2014